# Dům U Bílého jednorožce (Plzeň)
Lékařský dům na náměstí Republiky čp. 53 v Plzni je součástí plzeňské městské památkové rezervace. Tento secesní dům tu stojí již od 19. století, kdy zde byla lékárna. Vybavení lékárny je dnes vystaveno v Chotěšovském domě, kde sídlí Národopisné muzeum Plzeňska. V dnešní době zde stále funguje lékárna, v horních patrech jsou soukromé ordinace (např. gynekologie, praktický lékař). Na domě jsou sgrafita od Mikoláše Alše, která jsou chráněna jako kulturní památka České republiky.

## Části domu a jejich výzdoby

### Přízemní část
- mramorové sloupy
- nápis: apotheke, pharmacy, č.p. 53

### 1. patro
- balkonek
- zábradlí balkonku s písmenem K
- nad balkonovými dveřmi hlava jednorožce

### Horní patra
- sgrafita od Mikoláše Alše
- pod střechou domovního štítu je lékařský kříž

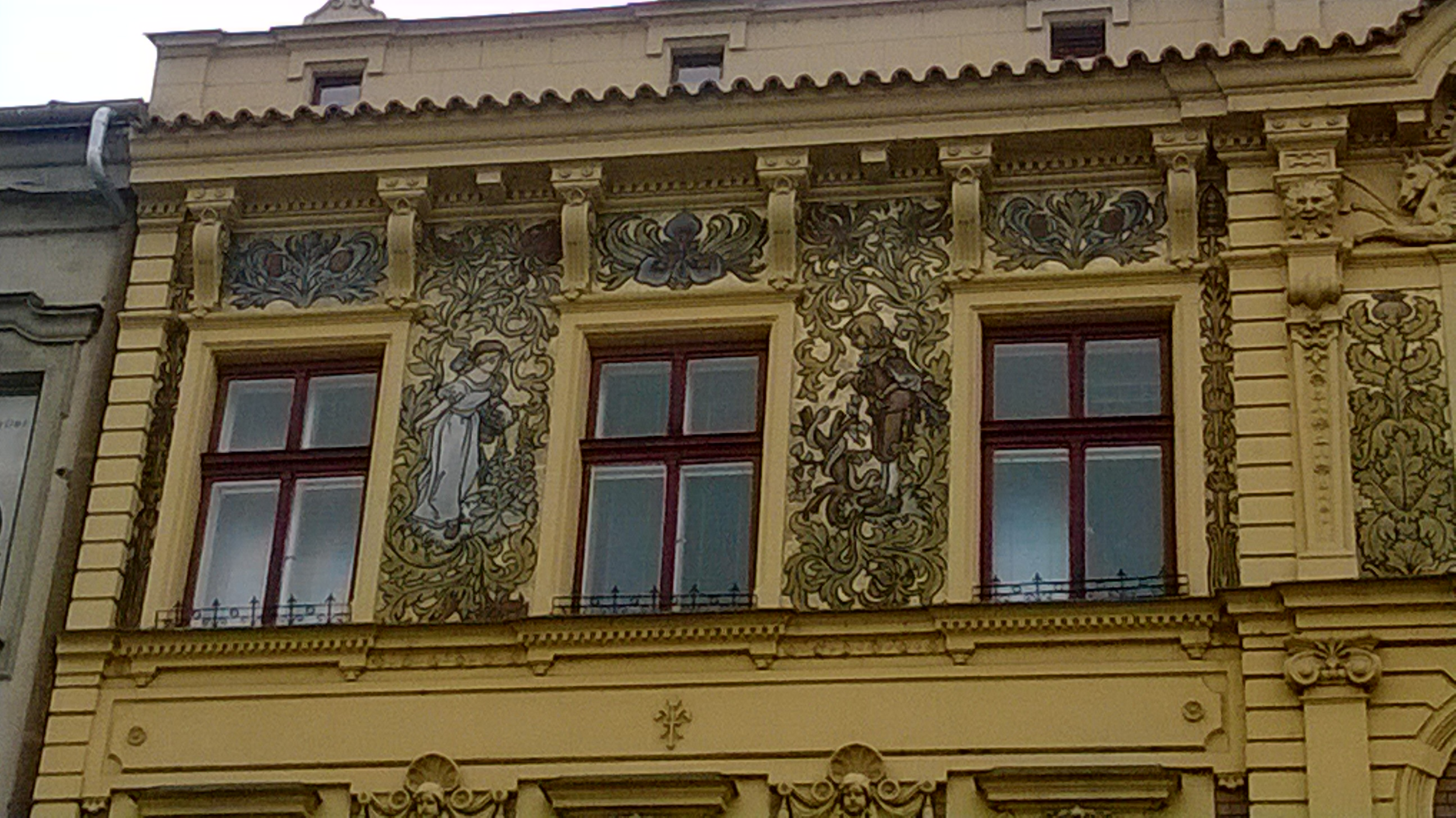
Sgrafita Lékařského domu

### Sgrafita Mikoláše Alše
- květina
- dívka
- chlapec dráždící hada
- šípek
- plané rostliny